# Filialkirche Maria Hilf ob Lind

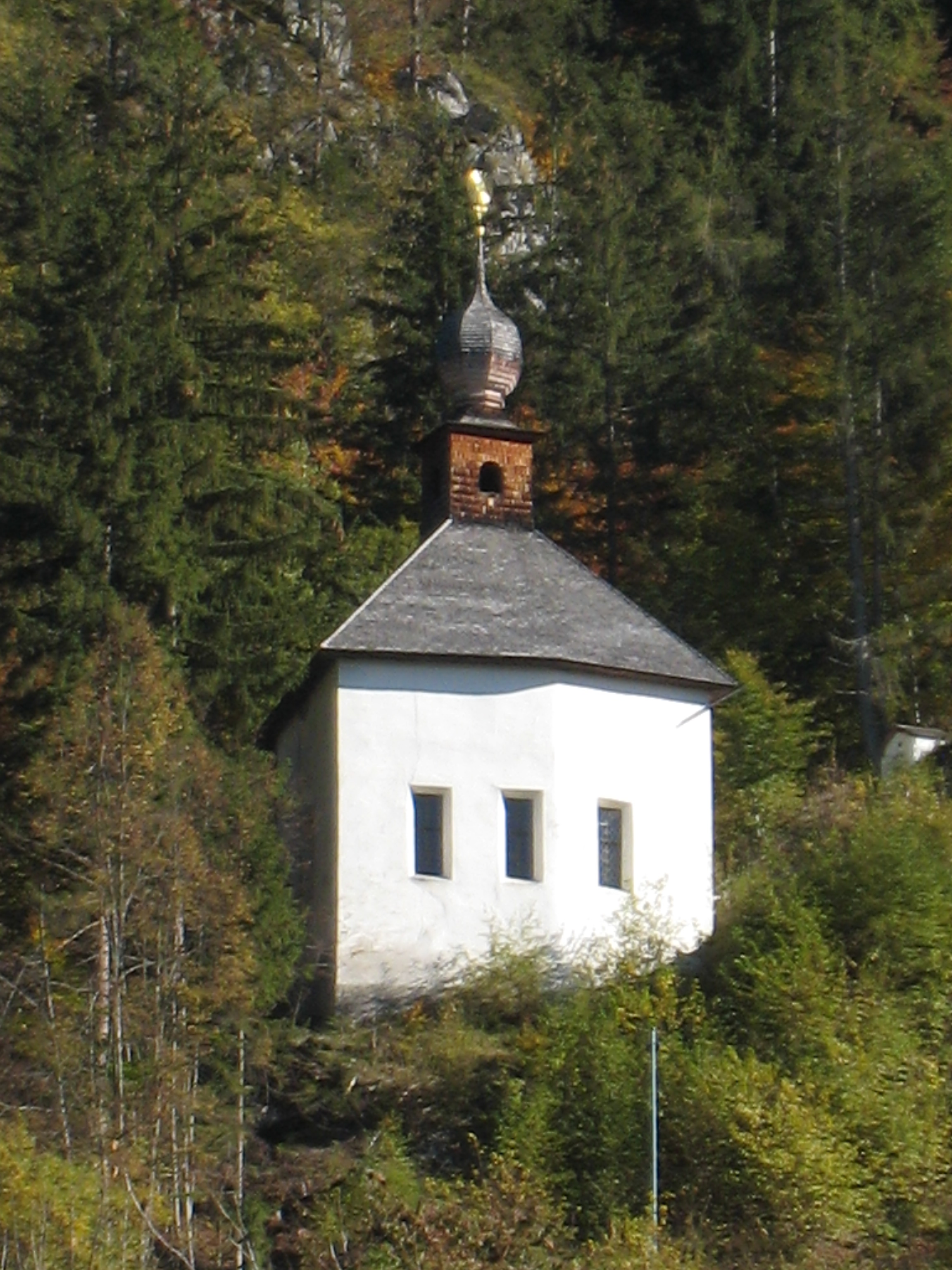

Die römisch-katholische Filialkirche Maria Hilf ob Lind in der Gemeinde Kleblach-Lind war früher die Kapelle der Burg Unterlind. Das 1347 geweihte Gotteshaus gehört zur Pfarre Lind im Drautal in Kärnten in Österreich.

## Baubeschreibung
Die gotische, später barockisierte Kirche hat einen quadratischen Grundriss mit einem geraden Chorschluss, einem südlichen Sakristeianbau und Lanzettfenstern. Der Dachreiter wird von einer Zwiebelhaube bekrönt. Man betritt die Kirche durch ein abgefastes Spitzbogenportal.
Über dem Innenraum erhebt sich ein spätgotisches Netzrippengewölbe aus dem 15. Jahrhundert. Die bemalten Schlusssteine zeigen Brustbilder von Heiligen sowie Wappen.

## Wandmalereien
Das 1955 aufgedeckte Fresko an der Südwand stammt aus der zweiten Hälfte des 14. Jahrhunderts. Es stellt einen vielfigurigen Dreikönigszug, in den Lünetten zwei Heiligenköpfe sowie Spruchbänder dar. Auf den um 1400 entstandenen Gemälden an der Altarwand sind die Heimsuchung, der Marientod, die Auferstehung, ein Gnadenstuhl, Anna selbdritt sowie die Stifterfamilie und das Wappen der Herren von Lind zu sehen. Das Martyrium des heiligen Erasmus in quadratischer Umrahmung wurde um 1500 gemalt. Die Figuren der Heiligen Leonhard, Martin und Georg an der Westwand entstanden im 15. Jahrhundert.

## Einrichtung
Der Altar von 1720 trägt eine Statue der Muttergottes, das Aufsatzbild zeigt die heilige Dreifaltigkeit. Eine zur Kirche gehörende, um 1480 gefertigte Schutzmantelmadonna wurde 1969 in die Pfarrkirche hl. Borromäus in Lind übertragen.